# Españolada

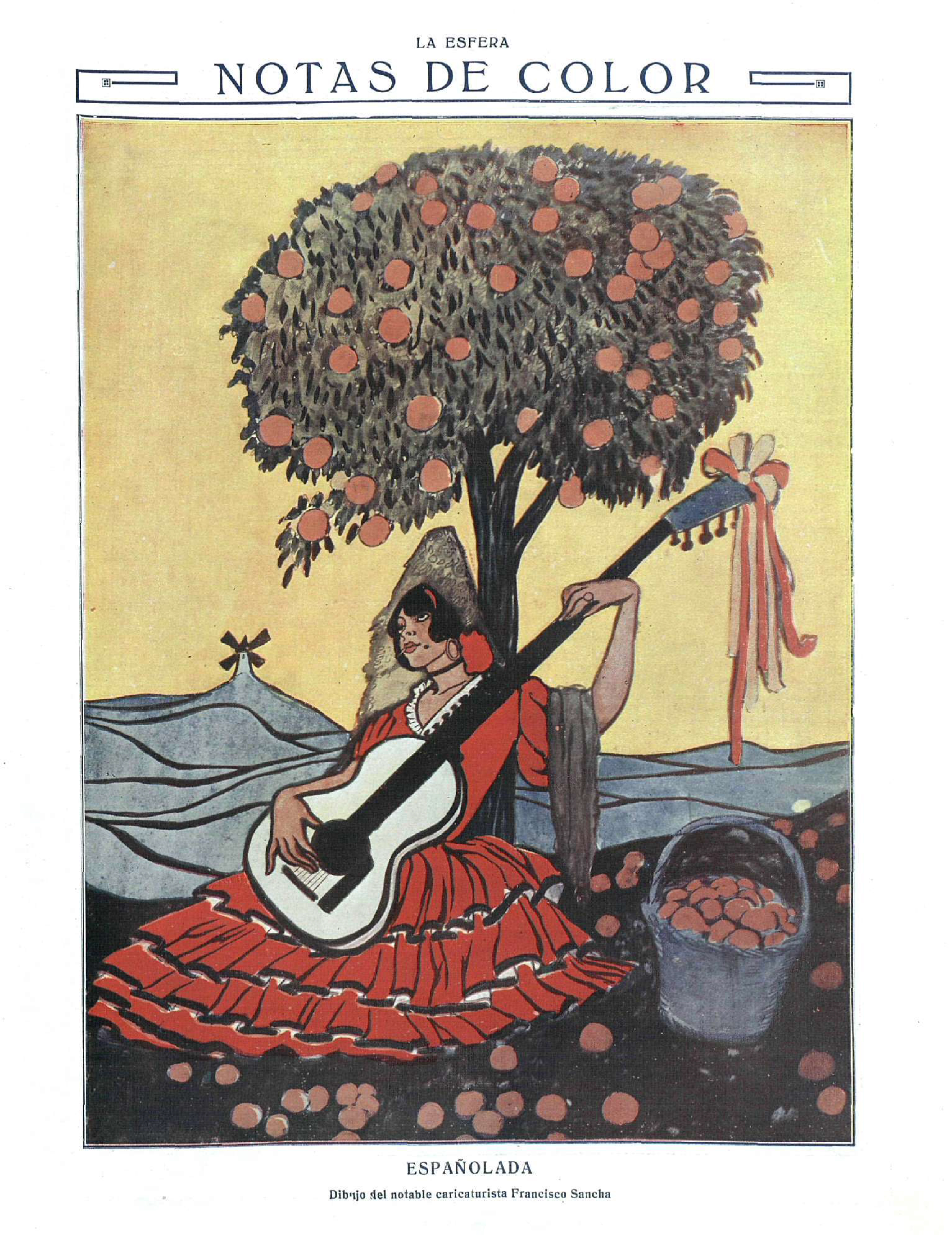
«Notas de color. Españolada», ilustración de Sancha en La Esfera (1914).

«Españolada» es un término que suele emplearse de manera despectiva para hacer referencia a determinadas obras artísticas que exageran y falsean el carácter español. El estereotipo más frecuente reduce la cultura y las tradiciones españolas al mundo taurino y al flamenco.

## Origen y evolución
Se ha aceptado que esta deformación de la imagen de España tuvo su origen en el siglo xix cuando el Romanticismo puso de moda el mito español, provocando una peregrinación de escritores europeos, primero ingleses y luego y sobre todo franceses, entre ellos Alejandro Dumas y su hijo, Théophile Gautier, Victor Hugo o Prosper Merimée, cuya obra Carmen es considerada por Francisco Ayala, entre otros muchos autores, como la cuna de la España mítica, territorio exótico y diferenciado con respecto al resto de Europa.

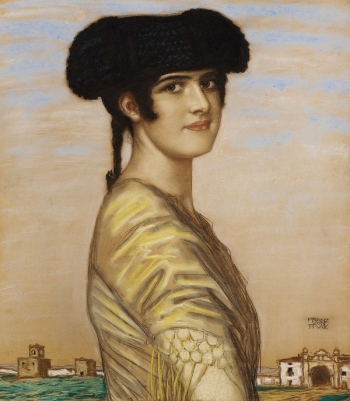
Mary, la españolita, un prototipo del mito romántico de España, recuperado por Franz von Stuck en 1916.

Una extensa y curiosa iconografía producida por ilustradores, pintores y grabadores extranjeros, y afirmada con la obra de los artistas del costumbrismo romántico andaluz, tejió el conjunto de legendarios tópicos en torno a la tierra andaluza (bandoleros, gitanos, toreros, bailaores, tonadilleras, etc).

## Cinematografía
El término «españolada» se introdujo a través de un subgénero cinematográfico español desarrollado desde la década de 1920, y con especial desarrollo después de la Guerra Civil, durante la dictadura franquista. Títulos de ese periodo fueron, por ejemplo, Amor a la española, 40 grados a la sombra, El turismo es un gran invento o Vente a Alemania, Pepe. Algunos actores célebres que se iniciaron o afirmaron en este género fueron Paco Martínez Soria, Antonio Ozores, Alfredo Landa o José Luis López Vázquez. 
José Luis Navarrete explicó el éxito y la popularidad del género como consuelo provocado por el deseo de que la imagen que en ellas se brindaba de España fuera realista y auténtica.